# Bayern-München

Gemeinsames Wappen der Herzöge von Bayern (und der Kurpfalz)

Das Herzogtum Bayern-München (auch Oberbayern-München) war ein spätmittelalterliches bayerisches Teilherzogtum der Wittelsbacher. Es entstand durch die Landesteilung von 1392 und bestand bis zur Wiedervereinigung Bayerns nach dem Landshuter Erbfolgekrieg (1504/05). Residenzstadt der Herzöge war München. Es wird oft verkürzt nach einem seiner Vorgänger als Herzogtum Oberbayern bezeichnet, insbesondere nach der Vereinigung von Bayern-Ingolstadt 1447 mit Bayern-Landshut.

## Territoriale Entwicklung

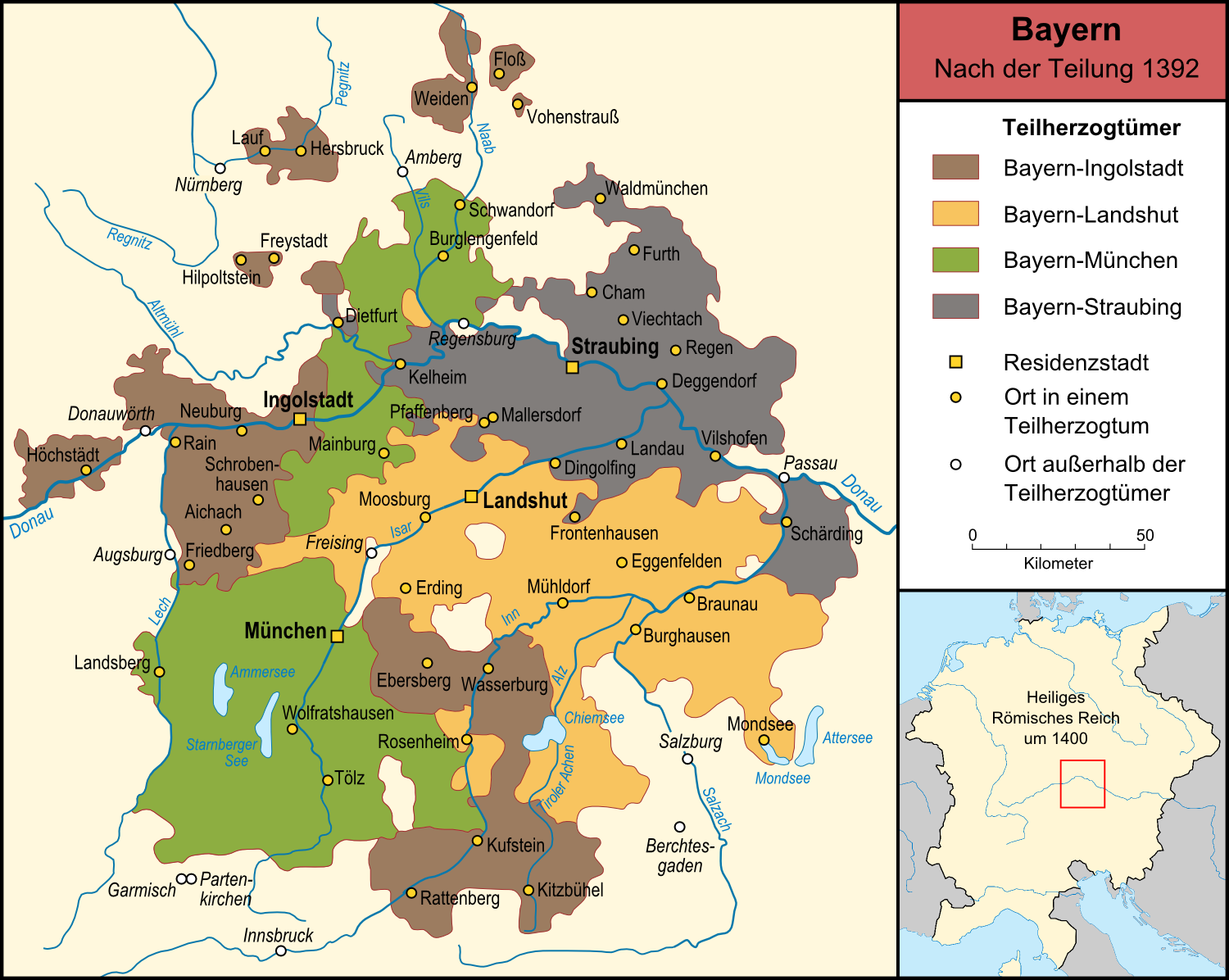
Die vier bayerischen Teilherzogtümer nach der Landesteilung von 1392 (Bayern-München grün)

Bei der Landesteilung von 1392/93 wurde das ehemalige Herzogtum Oberbayern und die nordgauischen Besitzungen, die Herzog Otto V. 1373 von Kaiser Karl IV. als Entschädigung für die Mark Brandenburg erhalten hatte, in zwei fiskalisch etwa gleichwertige Teile aufgespalten: das stark zersplitterte Bayern-Ingolstadt und das territorial deutlich geschlossenere Bayern-München.

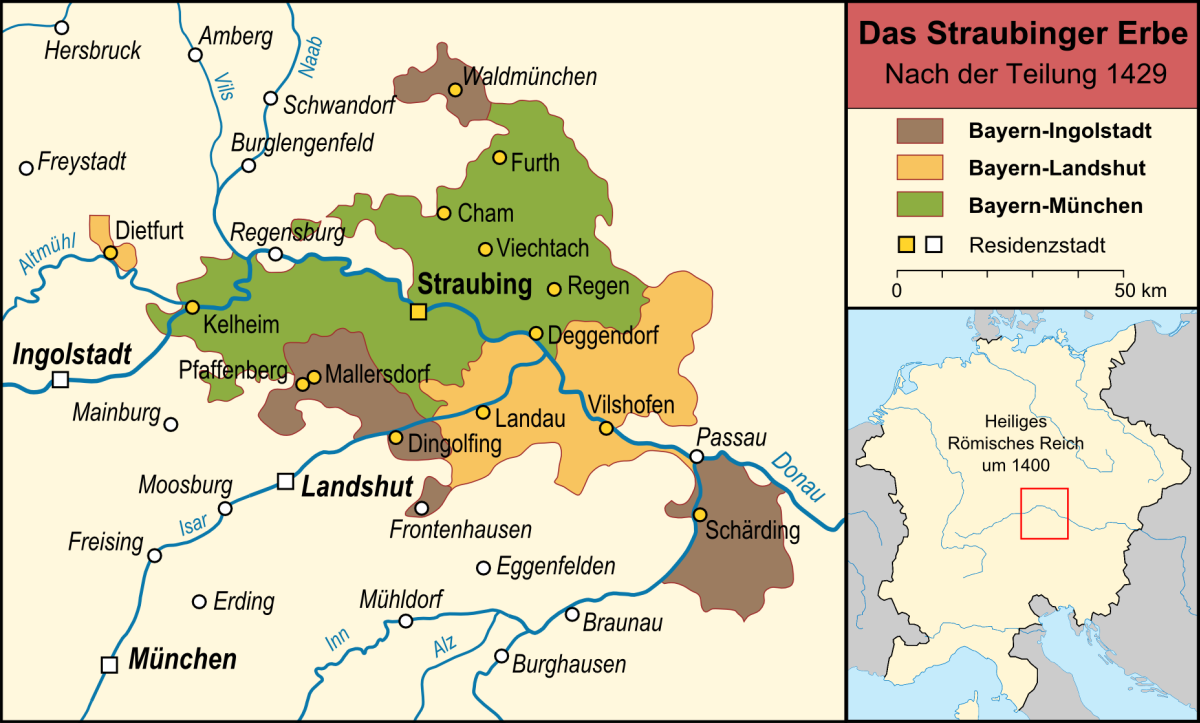
Die Aufteilung von Bayern-Straubing 1429. Der Anteil der Münchner Herzöge ist wiederum grün dargestellt.

Das Teilherzogtum Bayern-München bestand im Wesentlichen aus zwei Gebieten, die durch einen schmalen Streifen bei Indersdorf, der zu Bayern-Landshut gehörte, getrennt waren. Der nördliche Teil erstreckte sich von Riedenburg an der Altmühl über Neustadt an der Donau und Vohburg bis nach Mainburg und Pfaffenhofen an der Ilm. Der größere südliche, an der Isar gelegene Teil wurde im Westen durch den Lech begrenzt. Er reichte von Dachau, Fürstenfeldbruck und München im Norden über Starnberg, Wolfratshausen, Aibling und Tölz bis zum Kochel- und Walchensee im Süden. Zudem gehörten Regenstauf und Stadtamhof nördlich der Reichsstadt Regensburg zu Bayern-München. Nominell waren auch Schwandorf, Burglengenfeld, Velburg und Hemau auf dem Nordgau Teil des Herzogtums, sie waren aber bereits um 1350 an die pfälzischen Wittelsbacher verpfändet worden.
In den 1420er Jahren konnten die Herzöge von Bayern-München ihr Territorium deutlich vergrößern. Nach dem Bayerischen Krieg (1420–1422) erhielten sie das Gebiet um Ebersberg und Markt Schwaben von Bayern-Ingolstadt und im Preßburger Schiedsspruch von 1429 wurde ihnen etwa die Hälfte des Straubinger Ländchens zugesprochen. Damit fielen große Teile des Bayerischen Waldes um Furth, Kötzting und Regen sowie ein breiter Streifen südlich der Donau mit Kelheim und der Residenzstadt Straubing an Bayern-München.
Nach dem Tod des letzten Herzogs von Bayern-Ingolstadt 1447 übernahm Bayern-Landshut das Territorium seines Herzogtums, Bayern-München ging weitgehend leer aus. Im Landshuter Erbfolgekrieg, der nach dem Aussterben der Landshuter Linie im Mannesstamm 1503 ausbrach, konnte sich der Münchner Herzog Albrecht IV. schließlich fast das gesamte Gebiet der vereinigten Herzogtümer Bayern-Landshut und Bayern-Ingolstadt sichern, er musste aber das „Land im Gebirg“ um Kufstein, Kitzbühel und Rattenberg sowie Mondsee an Österreich und Besitzungen auf dem Nordgau und an der Donau an das neugeschaffene Herzogtum Pfalz-Neuburg abgeben. Das von Albrecht IV. vergrößerte Herzogtum Bayern-München wird wieder schlicht als Bayern bezeichnet.

## Politische Geschichte

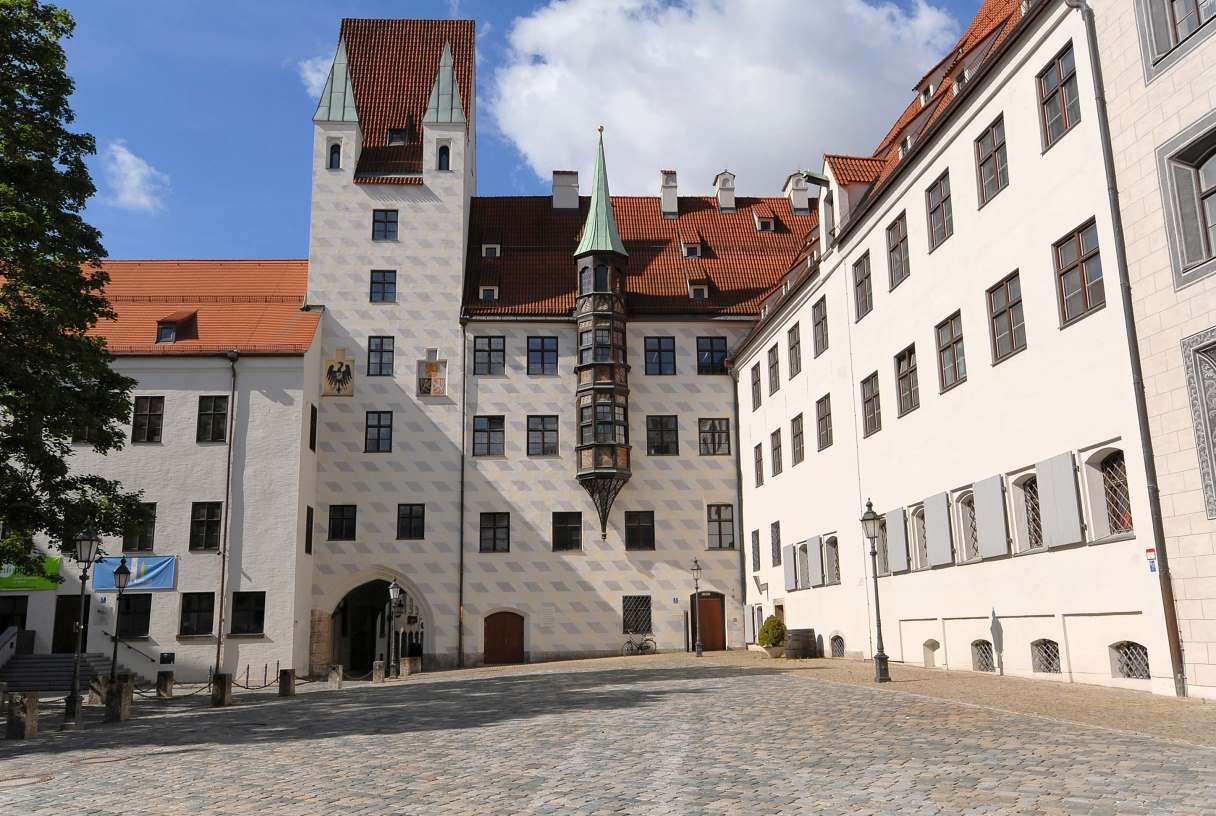
Der Alte Hof in München

Das Spätmittelalter war für Bayern ein Zeitalter der Landesteilungen. Die erste Teilung Bayerns in Ober- und Niederbayern erfolgte 1255 nach dem Tod Herzog Ottos II. 1340 vereinigte Kaiser Ludwig IV. Ober- und Niederbayern wieder, doch schon im Landsberger Vertrag von 1349 wurde Bayern von den sechs Söhnen Ludwigs erneut geteilt. Oberbayern fiel nach dem Tod Herzog Meinhards 1363 an Stephan II. von Niederbayern-Landshut. 1392 teilten die Söhne Stephans II. Bayern nach 17 Jahren gemeinsamer Regierung erneut. Dabei entstanden die drei Teilherzogtümer Bayern-Landshut, Bayern-Ingolstadt und Bayern-München. Bayern-Landshut fiel an Herzog Friedrich, Bayern-Ingolstadt wurde Stephan III. zugelost und Johann II., auf dessen Initiative die Teilung zurückging, erhielt Bayern-München.

### Ernst und Wilhelm III.
Stephan III. fühlte sich bei der Aufteilung übervorteilt und so kam es 1394/95 im Bayerischen Hauskrieg zu kriegerischen Auseinandersetzungen zwischen der Münchner und der Ingolstädter Linie. Nach dem Ende der Feindseligkeiten vereinbarten die Herzöge, Bayern-München und Bayern-Ingolstadt wieder gemeinsam zu verwalten. Nachdem Johann II. 1397 gestorben war, versuchte Stephan III., seinen Vorrang gegenüber Johanns Söhnen Ernst und Wilhelm III. geltend zu machen, und unterstützte die Erhebung der Münchner Zünfte gegen die jungen Herzöge (Münchner Unruhen). Erst 1403 konnten Ernst und Wilhelm die Stadt wieder unter ihre Kontrolle bringen und eine dauerhafte Rückkehr zur Teilung von 1392 durchsetzen.
Die nächsten Jahrzehnte waren vom Konflikt zwischen Friedrichs Sohn Heinrich XVI. und Stephans Sohn Ludwig VII. geprägt. Ludwig versuchte mit allen rechtlichen und schließlich im Bayerischen Krieg (1420–1422) auch mit militärischen Mitteln, Heinrich dazu bewegen, ihn wegen der Benachteiligung der Ingolstädter Linie bei der Teilung von 1392 zu entschädigen. Die Münchner Herzöge Ernst und Wilhelm III. versuchten immer wieder, zwischen den Parteien zu vermitteln, schlugen sich aber nach der Bündniszumutung von Eichstätt 1410 endgültig auf die Seite des Landshuters. Sie wurden Mitglieder der Konstanzer Liga, eines gegen Ludwig gerichteten Verteidigungsbündnisses, und unterstützten Heinrich auch, nachdem er Ludwig 1417 auf dem Konzil von Konstanz tätlich angegriffen hatte.
Die Münchner Herzöge gewannen das Vertrauen Kaiser Sigismunds, der Wilhelm III. zum Protektor des Konzils von Basel ernannte, und erhielten deshalb 1429 im Preßburger Schiedsspruch die Hälfte der niederbayerischen Gebiete des Herzogtums Straubing-Holland. Als Wilhelm 1435 starb, war sein Sohn Adolf noch ein Kleinkind. Alle Hoffnungen für die Nachfolge ruhten daher auf Ernsts einzigem Sohn Albrecht III. Dieser war jedoch eine Beziehung mit der Baderstochter Agnes Bernauer eingegangen und weigerte sich, eine standesgemäße Ehe zu schließen. Sein Vater Ernst ließ Agnes Bernauer daraufhin in der Donau ertränken, worauf sich Albrecht kurzzeitig auf die Seite Ludwigs VII. von Bayern-Ingolstadt schlug. 1436 söhnten sich Vater und Sohn jedoch wieder aus, und Albrecht ehelichte Anna von Braunschweig-Grubenhagen.

### Albrecht III. und seine Söhne

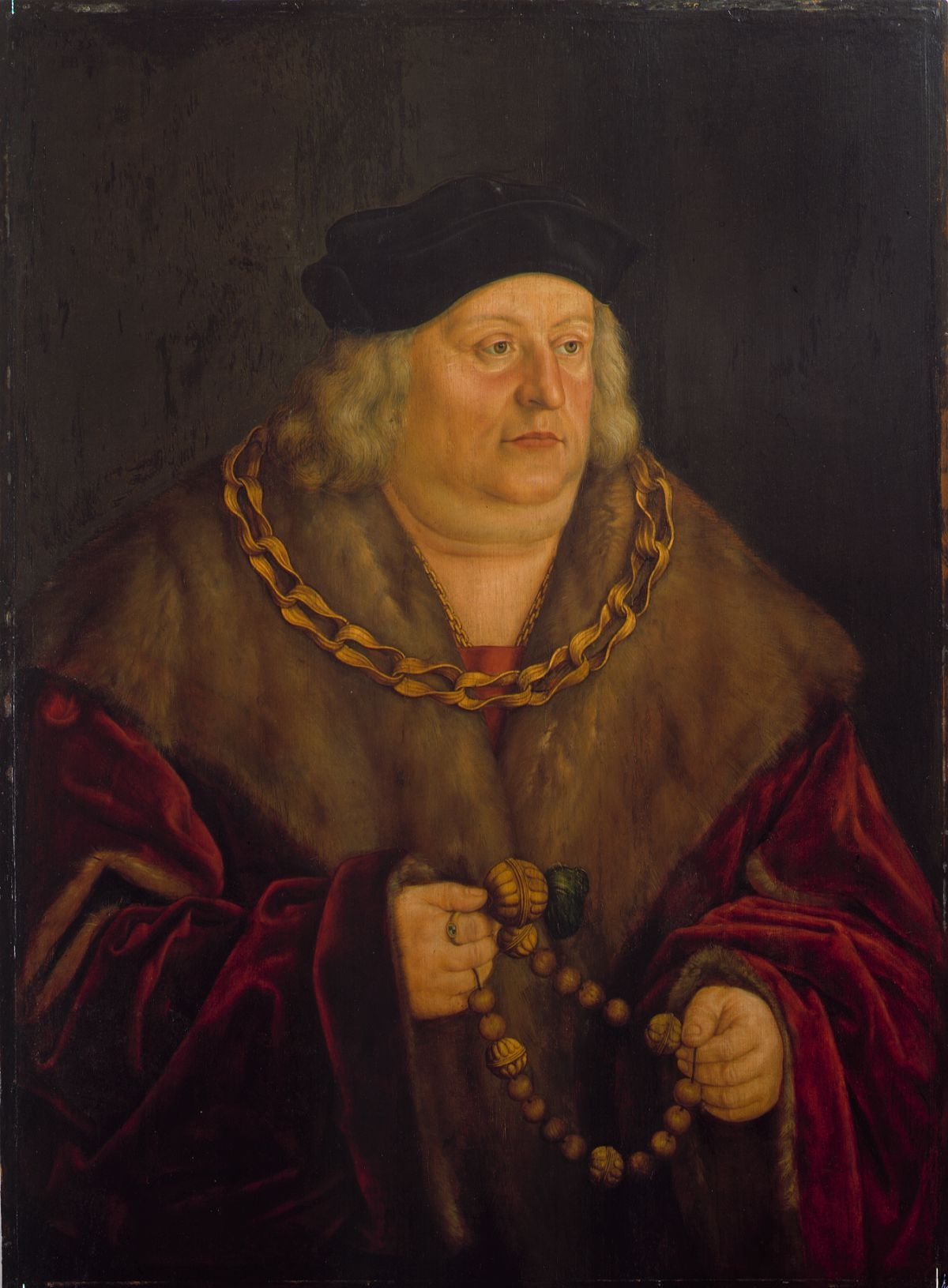
Albrecht IV. (reg. 1465–1508)

Kurz nach Ernsts Tod 1438 brach ein Krieg zwischen Ludwig VII. und dessen Sohn Ludwig VIII. aus. Albrecht III. unterstützte Ludwig VIII. und konnte sich so Markt Schwaben sichern. Ludwig VII. geriet 1443 in die Gefangenschaft seines Sohnes und wurde nach dessen Tod 1445 zunächst an Albrecht Achilles von Brandenburg-Ansbach und dann an Heinrich XVI. von Bayern-Landshut weitergereicht. Nachdem Ludwig VII. gestorben war, verleibte Heinrich XVI. Bayern-Ingolstadt mit Unterstützung Kaiser Friedrichs III. seinem Herzogtum ein, was Albrecht 1450 im Erdinger Vertrag schließlich akzeptierte.
Albrecht III., der 1440 die ihm angebotene böhmische Krone ausgeschlagen hatte, gründete 1455 das Kloster Andechs. Er hinterließ fünf Söhne, von denen 1460 Johann IV. und Siegmund seine Nachfolge antraten. Nach Johanns Tod erzwang Albrecht IV. seine Beteiligung an der Regierung. Seit 1467 regierte er allein, während Siegmund mit Bayern-Dachau abgefunden wurde, das nach dessen Tod wieder an Bayern-München zurückfiel. Als Herzog Georg von Bayern-Landshut 1503 starb, kam es zum Landshuter Erbfolgekrieg, der schließlich 1505 durch den Kölner Spruch Kaiser Maximilians mit der Wiedervereinigung der bayerischen Teilherzogtümer endete. Albrecht IV. war damit Herzog von ganz Bayern und erließ 1506 ein Primogeniturgesetz, das weitere Teilungen verhinderte.

## Liste der Herzöge
| Name          | Regierungszeit                                                                            | Abstammung          |
| ------------- | ----------------------------------------------------------------------------------------- | ------------------- |
| Johann II.    | bis 1392 Herzog von Bayern (zuständig für Oberbayern) 1392–1397 Herzog von Bayern-München | Sohn Stephans II.   |
| Ernst         | 1397–1438 Herzog von Bayern-München                                                       | Sohn Johanns II.    |
| Wilhelm III.  | 1397–1435 Herzog von Bayern-München                                                       | Sohn Johanns II.    |
| Adolf         | 1435–1441 nominell Herzog von Bayern-München                                              | Sohn Wilhelms III.  |
| Albrecht III. | 1438–1460 Herzog von Bayern-München                                                       | Sohn Ernsts         |
| Johann IV.    | 1460–1463 Herzog von Bayern-München                                                       | Sohn Albrechts III. |
| Siegmund      | 1460–1467 Herzog von Bayern-München danach Herzog von Bayern-Dachau                       | Sohn Albrechts III. |
| Albrecht IV.  | 1465–1505 Herzog von Bayern-München danach Herzog von ganz Bayern                         | Sohn Albrechts III. |

## Zeitleiste
Die Herzöge von Bayern-München sind blau, die von Bayern-Ingolstadt grün, die von Bayern-Landshut gelb und die von Straubing-Holland rot dargestellt.